# FreeIPA

FreeIPA, es un proyecto de suite de software de código fuente libre mantenida por el Proyecto Fedora, patrocinada por RedHat, el nombre significa Identidad|Políticas|Auditoría Libre (en inglés, Free Identity|Policy|Audit), tiene por objetivo proveer una interfaz segura y sencilla para la administración de identidades comparable a Novell Identity Manager, IBM Security Directory Suite, Redhat 389 Directory Server, Apache Directory Studio y Microsoft Active Directory, orientado principalmente en entornos de red basados en GNU/Linux y entornos posix compatible.
Lanzada oficialmente en 2008, el proyecto en sí mismo refiere a una herramienta de instalación y un entorno de administración de servicios e identidades, basado en el proyecto 389 Directory Server de RedHat, e integra a múltiples proyectos preexistentes como: OpenLDAP para el servicio de directorio, MIT Kerberos 5 para la autenticación y sesiones, Apache HTTP Server y Apache Tomcat para la interfaz de administración y web service, Python principalmente para las herramientas de instalación y configuración de sistema, NTP para sincronización de horaria, Dogtag para la integración de certificados CA y RA y un plugin personalizado de BIND para gestionar los DNS; desde la versión 3.x incluye gestión de Samba la integración con Microsoft Active Directory mediante Cross Forest Trusts (bosques cruzados confiables). El mayor acierto del proyecto es proveer una interfaz web de administración de identidades y la administración de los servicios integrados.
Inicialmente el proyecto soportaba como servidor Fedora 19, posteriormente RedHat, Centos, OpenSuSE, Debian compatibles. Además de soportar los clientes las distribuciones basadas en RedHat, y otras distribuciones y sistemas posix, posee soporte sistemas Microsoft Windows y Apple MacOS X.

## Enlaces
- Portal FreeIPA
- Dogtag Certificate System
- Portal comunitario
- Documentación